# Супенка
Супенка (латг. Supe, латыш. Supenka) — река в Балвском крае Латвии.

## Описание
Устье реки находится в 82 км по левому берегу реки Кухва. Длина реки составляет 21 км.
Начинается из системы арыков в южной части Лутенанского болота, выше по течению также принимает воды болота Блаузговас. Русло реки в верхнем и нижнем течении зарегулировано, в среднем течении несколько километров протекает по долине глубиной 4 м.
Крупнейшие притоки: Гриушлова (10 км; левый берег), Звайга (4 км), Асарова (6 км; правый берег).
Впадает в Кухву ниже села Балтинавы, который является самым большим селом на берегу реки. В Балтинаве Супенку пересекает дорога Р45.
Река Супенка протекает возле села Плесова Балтинавского района, где расположен Балтинавский усадебный парк — латвийский памятник культуры № 2827, памятник архитектуры XIX века местного значения и особо охраняемая природная территория.